# Quartz Hill (Kalifornija)
Quartz Hill je naseljeno područje za statističke svrhe u američkoj saveznoj državi Kalifornija. Prema popisu stanovništva iz 2010. u njemu je živjelo 10.912 stanovnika.